# NGCC Parizeau
Le NGCC Parizeau est un navire océanographique de la Garde côtière canadienne jusqu'en 2001. Initialement servant sur la côte ouest du Canada de 1967 à 1991, le navire a été transféré en 1992 sur la côte est du Canada. Mis hors service en 2004, le navire a ensuite été vendu et converti en un yacht et utilisé sans succès pour le trafic de drogue sous le nom de Destiny Empress.

## Description
Le Parizeau était propulsé par un moteur diesel à engrenages entraînant deux vis à pas contrôlables et un propulseur d'étrave, générant 2 640 cv (1 970 kW). Cela donnait au navire une vitesse maximale de 14 nœuds (26 km/h). La capacité de carburant du navire était de 416 m3, ce qui donnait au Parizeau une autonomie de 17 500 milles marins (32 400 km) à 10 nœuds (19 km/h). Le navire de recherche avait une endurance de 60 jours.

## Service

### Service du gouvernement canadien
Nommé en l'honneur de Henri Dalpé Parizeau, hydrographe du Service hydrographique du Canada, le navire a été construit par Burrard Dry Dock dans leur chantier de Vancouver et mis à l'eau en 1967. Le navire a été achevé en octobre 1967 et mis en service sous le nom de CSS Parizeau (Canadian Survey Ship Parizeau) avec ce qui allait devenir le ministère des Pêches et Océans Canada (MPO). Il fut le premier de deux navires scientifiques construits avec la même conception de coque en acier.
Le Parizeau a servi dans la région du Pacifique de 1967 à 1991 pour l'Institute of Ocean Sciences (en)  de Sidney en Colombie-Britannique, puis muté à la Bedford Institute of Oceanography (en) à Dartmouth en Nouvelle-Écosse, en tant que navire de remplacement pour sa sœur CSS Dawson, qui sera bientôt désarmé.

### Mise hors service et vente
Le Parizeau a été mis hors service en 2001 et renommé 2001–04 lors de son transfert aux actifs de la Crown Assets Distribution (en) pour élimination. Le navire a été vendu à Premananthan Iyar, enregistré comme yacht à Montréal en janvier 2005 et renommé Destiny Empress. Le navire a ensuite changé de mains plusieurs fois. En 2008, le navire a été transporté à Shelburne en Nouvelle-Écosse, pour être remis à neuf. 

### Saisie en décembre 2009
Destiny Empress est devenue une cible de surveillance auprès de la police britannique pour soupçon de trafic de drogue. Une équipe spéciale composée des autorités britanniques, néerlandaises et espagnoles a ouvert une vaste enquête qui a abouti à l'arrestation de 15 personnes (séparément et en plus de l'équipage du Destiny Empress), saisissant des drogues, des armes et des devises supplémentaires.
Le 22 décembre 2009, le navire est arrêté avec son équipage de sept personnes à 370 km à l'ouest de la côte nord-ouest de l'Espagne. Après plusieurs jours de recherches, les agents ont trouvé un compartiment secret sous une trappe fermée par une plaque d'aluminium et recouverte de tapis dans l'une des pièces de Destiny Empress. Le compartiment scellé contenait 1,5 tonne de cocaïne, d'une valeur estimée à 375 millions de livres sterling, selon la police britannique. 
Le 4 août 2011, l'enquête a été close au Royaume-Uni : 13 des personnes arrêtées ont plaidé coupables et une a été reconnue coupable de diverses accusations, allant de blanchiment d'argent à des infractions liées à la drogue et à la possession d'armes. Les 14 personnes ont reçu des peines d'emprisonnement totalisant 79 ans. Une personne a été acquittée. À compter d'avril 2012, l'équipage du Destiny Empress était toujours en prison en attente de son procès. Le procès de l'équipage et de quatre autres personnes associées à Destiny Express a commencé en Espagne le 20 novembre 2012. Les procédures ont été retardées car le témoin de la police de Scotland Yard n'a pas témoigné. Les plaidoiries finales de l'accusation et de la défense ont été présentées le 3 décembre 2012. Le 4 décembre, trois membres de l'équipage, Mehai Alexandru Grau, Stephanescu Vichenta et Reginald Stuart II, ont été relâchés sans avoir été autorisés à quitter l'Espagne avant la fin de la procédure. La décision finale du tribunal fut rendue le 13 février 2013. Mehai Alexandru Grau, Stephanescu Vichenta et Reginald Stuart II furent déclarés innocents, mais ne purent demander réparation pour le temps passé à cause de la procédure juridique. Les trois autres membres de l'équipage, dont Phillip Halliday, du Canada, ont été condamnés à des peines privatives de liberté limitées à la durée de leur service. Le capitaine et les meneurs ont été emprisonnés pendant 9 à 12 ans. 
Le Destiny Empress a été vendu aux enchères par les autorités espagnoles et est ensuite arrivé à Aliağa, en Turquie, pour être démoli le 19 juillet 2011.